# Nudora nuda
Nudora nuda är en rundmaskart som beskrevs av John Inglis 1965. Nudora nuda ingår i släktet Nudora och familjen Monoposthiidae. Inga underarter finns listade i Catalogue of Life.